# مات برادلي
مات برادلي (بالإنجليزية: Matt Bradley)‏ (و. 1978  م) هو لاعب هوكي الجليد، كندي، مركز لعبه هو جناح.
.

## روابط خارجية
- مات برادلي على موقع دوري الهوكي الوطني (الإنجليزية)
- مات برادلي على موقع قاعة مشاهير الهوكي (لاعب أن.إتش.أل) (الإنجليزية)
- مات برادلي على موقع EliteProspects.com (الإنجليزية)
- مات برادلي على موقع HockeyDB.com (الإنجليزية)
- مات برادلي على موقع Hockey-Reference.com (الإنجليزية)